# Leskovec, Slovenska Bistrica
Leskovec je obcestna vas v Občini Slovenska Bistrica. Leži jugozahodno od Pragerskega ob lokalni cesti Stari Log - Spodnja Nova vas.
Vas ima vrtec, nima pa šole, trgovine ali cerkve. V zadnji prenovi vasi so ponovno asfaltirali vse ceste in dodali pločnike. Leskovec ima tudi svoje kulturno-umetniško društvo skupaj s sosednjo vasjo Stari Log. 

## Zgodovina
Leta 1907 so v kraju odkrili lonec s 1200 srebrnimi novci iz časa od Vespazijana do Maksimina Tračana, saj je tod vodila nekdanja Rimska cesta. Prva omemba kraja sega v leto 1300, prvi priimki pa so Kajzer, Veber, Jezus, Župan,… 

Leskovec je rojstni kraj pravnika in strokovnjaka za meddržavne sporazume Avgusta Bračiča (1916 – 1972).

## Naravne razmere

### Geografska lega
Leskovec leži v zahodnem delu subpanonske makro regije na skrajnem jugozahodnem delu Dravskega polja na desnem bregu potokov Devine in Polskave. Na razvoj kraja je pomembno vplivala bližnja občina Slovenska Bistrica, ki je od samega kraja oddaljena približno 6 km.

### Relief in geološka zgradba
Leskovec leži v akumulacijski rečno-denudacijski reliefni obliki. Za tak tip reliefa je značilno, da so ga izoblikovale reke, ki so v tektonske udorine odložile več deset metrov debele nanose proda, peska ali gline. 

Nadmorska višina je 250,5m. Pogled na pokrajino je v celoti ravninski, le ponekod se rahlo vzpenja.

Prevladujejo predvsem pliocenske ter pleistocenske kamenine, kot sta glina in pesek. Ob potokih Devina in Polskava pa tudi kvartarski aluvialni nanosi rek in potokov (prod, pesek, glina), grušč, morene in konglomerat.

### Podnebje
Značilno je zmerno celinsko podnebje. Povprečna letna temperatura je približno 9,2 °C. Letno pade približno 1000 – 1050mm padavin. Najbolj namočeno je poletje, nekoliko manj pa jesen. Poletne nalive večinoma spremlja nevihta s točo. Poletne in jesenske padavine ugodno vplivajo na pridelavo krme. Preveč padavin lahko v jesenskem času povzroči težave v kmetijstvu (pobiranje pridelkov), prav tako pogoste suše julija in avgusta.

### Rastje in prsti domače pokrajine
Naravno rastje je predvsem beli gaber, dob in jelša v obrobnih gozdičih ter močvirni travniki.  V poljedelstvu pa pridelujejo predvsem koruzo in pšenico.

Prst je siva aluvialna, ki je ugodna za kmetijstvo.

### Vodovje
Leskovec obdajata potoka Devina in Polskava, ki sta neprimerna za oskrbo s pitno vodo. Tako torej pitna voda prihaja iz občinskega vodovoda (občina Slovenska Bistrica).

## Gospodarstvo in prometna povezanost
V kraju je le nekaj prebivalcev, ki se ukvarjajo z živinorejo (približno pet gospodinjstev). Posamezniki pa se ukvarjajo še s konjerejo in ovčerejo. Večina prebivalcev ima tipične stanovanjske hiše z vrtom. Prebivalci v starostni meji od 25 do 65 let so pretežno zaposleni v tovarnah ali podjetjih v Slovenski Bistrici, nekateri pa odhajajo na delo v Maribor.
Prebivalci se oskrbujejo v Slovenski Bistrici, oziroma v kraju kjer službujejo. 
Leskovec ima dobro povezanost z bližnjim mestom Slovensko Bistrico, z železniško povezavo na Pragerskem ter z avtocestnim odcepom Ljubljana-Maribor.

## Naravne in kulturne znamenitosti
- V spomin na žrtve narodnoosvobodilnega boja so krajani 21. julija 1968 pred Domom kulture postavili spomenik.
- Za otroke Mali živalski vrt Rudija Planinška.
- Konjerejci prirejajo začetne in nadaljevalne tečaje jahanja. Ukvarjajo se z dresuro, preskakovanjem ovir, terenskim jahanjem in jahanjem.